# Presbytère d'Ollomont
L'ancien presbytère d'Ollomont  est un immeuble classé situé dans le hameau d'Ollomont faisant partie de la commune de Houffalize en Belgique (province de Luxembourg). 

## Localisation
L'immeuble se situe au centre du hameau ardennais d'Ollomont, au no 28, à une vingtaine de mètres en retrait de la rue. Il se trouve à proximité de la maison Wilkin ainsi que du cimetière et de la chapelle Sainte-Marguerite, deux autres sites classés d'Ollomont.

## Historique
Ancien presbytère érigé au cours de la seconde moitié du XVIIIe siècle, il est aliéné par la paroisse en 1912 et est devenu, dans la suite, la maison d'Edmond Dauchot (1905-1978),  photographe, poète et graveur.

## Description
Le bâtiment est réalisé en pierres blanchies de schiste et de grès sur une importante base rectangulaire d'environ 16 mètres en pignons et d'environ 14 mètres en façades. Le pignon situé du côté sud-est (vers la rue) compte cinq travées en double corps et trois niveaux et demi. Les deux premiers niveaux de ce pignon sont percés de baies vitrées avec encadrements en pierre calcaire à linteaux bombés et clés de voûte sur montants harpés. Sur la travée axiale de ce pignon, la porte d'entrée possède le même encadrement que les baies voisines. La toiture est réalisée en ardoises.

## Classement et protection
Le presbytère d'Ollomont (façades et toitures) et l'ensemble formé par cet édifice et ses abords sont repris depuis le 28 octobre 1982 sur la liste du patrimoine immobilier classé de Houffalize. 